# Kaiserbrunnen (Karibib)
Der Kaiserbrunnen ist ein historischer Brunnen in Karibib in der Region Erongo in Namibia. Er ist seit dem 16. Juni 1986 ein Nationales Denkmal.
Der 1906 von Landrat von Uslar erschlossene Brunnen besteht aus einem Reservoir von 6 × 3 × 2 Metern Größe, das aus Stein und Zement errichtet wurde. Das eigentliche Bohrloch ist mit einer Marmor-Platte mit der Aufschrift Von Uslar Bohrloch verschlossen. Es war bis 1936 in Gebrauch. Von Uslar galt als erfolgreicher Wünschler.